# Synagoge (Pirmasens)
Die Synagoge in Pirmasens ist ein abgegangenes Bauwerk, das von 1884 bis 1938 existierte.

## Lage
Das Bauwerk befand sich innerhalb der Synagogengasse an derjenigen Stelle, an der das Gebäude mit der Hausnummer 3 steht.

## Geschichte
Die Synagoge wurde am 30. August 1884 eingeweiht, nachdem ein Vorgängerbau an gleicher Stelle 1880 abgerissen worden war. Der Neubau war notwendig geworden, da die Anzahl der jüdischen Bürger innerhalb der Stadt zwischenzeitlich deutlich gestiegen war. In der Folgezeit wurde sie in baulicher Hinsicht mehrfach verändert; bereits 1901 kam ein Anbau hinzu. 1910 folgte ein weiterer in Form eines Holzschuppens. Ein Jahr später fand eine Renovierung des Gebäudes statt. War die Inneneinrichtung bis dahin vor allem klassizistisch gehalten, so wurde sie jetzt dem Jugendstil angepasst. 1912 wurde außerdem die Frauenempore erweitert. 1926 wurde die Synagoge um einen Turm erweitert, was die größte bauliche Veränderung darstellte.
Am 5. November 1938 fand in der Synagoge der letzte Gottesdienst statt. Das Bauwerk wurde im Zuge der Novemberpogromen 1938 zerstört. Die Ruine wurde 1939 eingeebnet, und die Stadt übernahm das Grundstück.
1979 wurde an der methodistischen Zionskirche gegenüber eine Gedenktafel aufgestellt. 2014 kam außerdem am einstigen Standort der Synagoge eine Sachtafel hinzu.